# Древлеправославная архиепископия
Древлеправосла́вная архиепи́скопия (ранее Древлеправославная церковь России, Курская архиепископия) — малочисленная старообрядческая деноминация, образовавшаяся в 1999 году, когда часть клириков и мирян Русской древлеправославной церкви покинули её и образовали самостоятельную иерархию. В дальнейшем пережила ряд расколов и неурядиц. В 2017—2022 годы находилась в полном евхаристическом общении с Русской православной старообрядческой церковью.

## История
23 декабря 1999 года в Русской древлеправославной церкви из-за несогласия части мирян с официальной (юридической) квалификацией вероучения Церкви, как идентичной вероучению РПЦ, произошло разделение, в результате которого образовалась и была официально зарегистрирована новая религиозная организация — «Древлеправославная церковь России (Курская епископия)». На соборе новозыбковской Древлеправославной церкви 7—9 мая 2000 года все примкнувшие к расколу были лишены священного сана без права восстановления в нём.
Возглавил новую структуру священник Аполлинарий (Дубинин), в июне 2000 года единолично рукоположенный в архиерейское достоинство епископом Тульчинским Евмением (Титовым).
В конце 2001 года состоялась хиротония епископа Богородского и Суздальского Антония (Баскакова).
В ноябре 2003 года собор вновь образованной Древлеправославной церкви Курской епископии (позже архиепископии) завершил образование новой старообрядческой юрисдикции. Во главе ДПЦ Курской епископии встал архиепископ Евмений (Титов). Тогда же были канонизированы митрополит Московский Макарий, боярыня Феодосия Морозова и княгиня Евдокия Урусова, а также Соловецкие мученики. Кроме того, в чине святых были прославлены пострадавшие за веру от советской власти новозыбковские епископы Стефан (Расторгуев), Пансофий (Ивлиев), священники Иосиф (Дюкарев), Андрей (Камсков) и другие.
30 апреля 2006 года в храме Покрова Пресвятой Богородицы на хуторе Новопокровский Приморско-Ахатарского района Краснодарского края епископ Аполлинарий, по согласованию с епископом Евмением (Титовым), совершил архиерейскую хиротонию епископа Анастасия (Шистерова).
После возвращения епископа Евмения в лоно Русской Древлеправославной церкви количество сторонников епископа Аполлинария существенно сократилось.
14 октября 2009 года на хуторе Новопокровском состоялся собор части церкви, на котором епископы Аполлинарий (Дубинин) и Анастасий (Шистеров) были соборно запрещены в служении за безответственное отношение к своим архипастырским обязанностям и светский образ жизни. В тот же день на курский приход епископ Иона (Игрушкин) рукоположил священника.
Епископ Аполлинарий запрещения не признал, и данная старообрядческая структура разделилась: с Аполлинарием (Дубининым) и Анастасием (Шистеровым) в согласии находился священник Тимофей Харнаныкин и священник из Румынии Андрей Пахом. Вместе с епископом Ионой (Игрушкиным) — священники Полиект Ефимов (скончался 18 февраля 2014 года), Георгий Ефимов, Григорий Ефимов, Андрей Шамов и диакон Михаил Абакунчик.
31 августа 2012 года Централизованная религиозная организация Древлеправославная архиепископия получила свидетельство о госрегистрации.
Собором Древлеправославной Церкви, проходившем 12-16 октября 2014 года, епископ Анастасий (Шистеров) был лишен архиерейского сана за то, что вверенная ему паства была оставлена им на протяжении многих лет.
В 2014 году к архиепископии из РПСЦ присоединился священноинок Сила (Самсонов), а в 2015 году на Соборе в Приморско-Ахтарске он был рукоположён епископом Донецким и Кубанским. Однако уже в 2016 году он добровольно снял с себя сан и женился.
В начале 2016 года приход Курска воссоединились с Русской древлеправославной церковью и 12 февраля 2016 года для них был перерукоположен в священники Тимофей Харнаныкин. 5 марта 2016 года епископ Аполлинарий написал покаянное письмо с просьбой принять его в сане священноинока.
В 2015—2016 годах был реализован проект «Русская связь. Сохранение и популяризация духовного наследия русского старообрядчества и поддержка историко-культурных связей с общинами за рубежом», который был поддержан Обществом «Знание» России в рамках конкурса государственной поддержки ННО.
В 2017 году духовенство Архиепископии высказало намерение пересмотреть свое отношение к Белокриницкой иерархии и прийти в дальнейшем к евхаристическому общению с ней. К тому времени архиепископия насчитывала 11 приходов, на которых служили 7 священников и 4 диакона. Было решено вопреки прежней позиции Апполинария (Дубинина) признать архиерейское достоинство белокриницкого митрополита Амвросия (Папагеоргопулоса) и совершенных им архиерейских хиротоний и отменить «чиноприём от раздора», который ранее практиковался в отношении старообрядцев белокриницкого согласия.
2—3 мая 2017 года Совет митрополии РПСЦ образовал комиссию по диалогу с Древлеправославной архиепископией под руководством преосвященного епископа Киевского и всея Украины Никодима (Ковалёва). 17 мая того же года освященный собор Древлеправославной архиепископии признал апостольскую преемсвенность Белокриницкой иерархии, упразднил чин «довершения» при приёме из белокриницкого согласия и заявил о готовности восстановления евхаристического общения с Белокриницкой иерархией. В связи с отменой чиноприёма для старообрядцев Белокриницкого согласия, последнем было разрешено посещать богослужения Древлеправославной архиепископии без всяких препятствий. Священник Древлеправославной архиепископии Георгий Ефимов сообщил, что после этого важного решения число христиан, посещающих храмы в некоторых местах увеличилось в два раза, за счёт старообрядцев, приемлющих белокриницкую иерархию и отметил, что данное решение помогло восстановить мир во многих семьях, некогда разделенных по вероисповедальным причинам.
17 октября 2017 года на Освящённом соборе РПСЦ была признана апостольская преемственность архиерейских хиротоний Древлеправославной архиепископии и установлено евхаристическое общение с ней. Объединения при этом не произошло: делегаты Собора поддержали предложение Древлеправославной архиепископии о сохранении её самостоятельности в духовно-административных вопросах. На следующий день митрополит Корнилий (Титов) и епископ Никодим (Елякин) подписали «Мирный акт». Русская православная старообрядческая церковь в Румынии на своём соборе, заслушав письмо митрополита Корнилия, счёл иерархию Древлеправославной архиепископии сомнительной, а евхаристическое общение с ней — невозможным. На Освящённом соборе РДЦ 2018 года по отношению к Древлеправославной архиепископии было принято решение «никак более не отличать всех, кто принадлежит к ней в настоящее время, от белокриницких старообрядцев, с которыми они объединились в недавнем прошлом», а также принимать из этой конфессии по чину, идентичному употребляемому для членов РПСЦ.
В августе 2020 года в ряде СМИ появилась фотокопия некоего «документа», якобы являющегося выпиской из деяний Освящённого Собора Древлеправославной архиепископии, состоявшегося 13 июля 2020 года. Согласно этому «документу», было принято решение установить евхаристическое общение с РДЦ. Иконом Архиепископии протоиерей Георгий Ефимов заявил, что теперь на молитвах и богослужении будут поминаться Местоблюститель кафедры Древлеправославной Архиепископии епископ Никодим (Елякин), Предстоятель РДЦ патриарх Александр (Калинин), Предстоятель РПСЦ митрополит Корнилий (Титов) и Митрополит Леонтий (Изот). Вскоре после публикации местоблюститель Древлеправославной архиепископии Никодим (Елякин) выступил с опровержением и заявил, что никаких решений по этому вопросу собор не принимал.
10 октября 2023 года Освященный собор части Древлеправославной архиепископии, собравшей представителей 11 общин, освободил от обязанностей местоблюстителя архиепископской кафедры епископа Никодима (Елякина) и избрал на этот пост митрополита Корнилия (Титова). При этом епископ Никодим на Освященный собор приглашён не был и, по согласованию с новым предстоятелем, был низложен заочно. Своё освобождение от обязанностей первосвятителя не признал. 7 декабря 2023 года состоялся Освященный собор части Древлеправославной архиепископии, сохранившей верность епископу Никодиму (Елякину), объявил, что «Собор Древлеправославной Церкви (Д.А.) от 10 октября 2023 г. <…> был организован и проведён клириками и мирянами Сочинской Кубанской епархией РПСЦ, выдавшими себя за христиан Д.Ц. (Д.А.), на котором они избрали архиепископом Д.Ц. (Д.А.) согласившегося на это митрополита РПСЦ Корнилия (Титова), вместо законного действующего предстоятеля Д.Ц. (Д.А.) еп. Никодима (Елякина)». Сам собор был признан нелегитимным, а митрополит Корнилий лишён священного сана и определён к проживанию в монастыре под строгим духовным надзором.

## Иерархия
- епископ Никодим (Елякин) (местоблюститель архиепископской кафедры);

Бывшие епископы
- епископ Тульчинский Евмений (Титов) (в 2006 году вернулся в лоно РДЦ)
- епископ Курский Аполлинарий (Дубинин) (скончался 12 января 2021 года)
- епископ Богородский и Суздальский Антоний (Баскаков) (скончался в 2005 году)
- епископ Екатеринодарский и Кавказский Анастасий (Шистеров) (лишён сана в 2014 году)
- архиепископ Ахтарский и Азово-Черноморский Иона (Игрушкин) (скончался в 2016 году)
- епископ Сочинский Созонт (Дорошев) (отрёкся от сана и монашества)
- епископ Сила (Самсонов) (скончался в 2017 году)

## Общины
В октябре 2017 года в состав архиепископии входили следующие общины:
- Краснодарский край
  - Приморско-Ахтарск. Храм святых Первоверховных апостолов Петра Павла.
  - Новопокровский, Приморско-Ахтарский район. Храм Покрова Богородицы.
  - Сочи. Храм Успения Богородицы.
  - Бриньковская, Приморско-Ахтарский район. Храм Живоначальной Троицы.
  - Краснодар. Община.
  - Морозовский, Приморско-Ахтарский район. Часовня в честь священномученика Аввакума.
  - Новороссийск. Община.
- Пензенская область, Софьино. Киновия в честь Покрова Богородицы.
- Дагестан, Кизляр. Храм Живоначальной Троицы.
- Крым, Севастополь. Община.
- Румыния, Тулча. Община.